# Катарина Бохемијска
Катарина Бохемиска (чеш. Kateřina Lucemburská, 19. августа 1342 − 26. април 1395) била је чешка принцеза, аустријска, штајерска, корушка и крањска војвоткиња, грофица Тиролска и Ландграфина Бранденбург (Electress of Brandenburg), друга ћерка цара Карло IV и Бланке од Валоа.

## Биографија
Катарина је рођена 19. августа 1342, треће дете и друга преживела ћерка Карло IV., Светог римског цара и његове прве жене Бланке од Валоа.

### Детињство 1342. до 1353.
У Брну 26. маја 1348. Алберт II и краљ Карло IV преговарали су о раније разматраном плану за брак између Катарине и Рудолфа IV. Алберт II се обавезао да ће окончати савез са угарским краљем Лудвигом. Том приликом Катарина, која је имала само шест година, била је заручена за осмогодишњег Рудолфа IV. Савез хабсбуршких и луксембуршких кућа обновљен је у Бечу, 13. јула 1353. године.
Катарина и Рудолф IV су се вјенчали у Прагу 13. јула 1356. Међутим, након само неколико недеља, Катарина је морала да посредује између свог супруга и оца по први пут, пошто се Рудолф успротивио цару због спорог плаћања катарининог мираза.

### Војвоткиња од Аустрије 1358. до 1365
Рудолф IV, постао је војвода Аустрије 1358. Одмах је преузео иницијативу за учвршћивање чина и угледа своје породице почасном титулом "надвојвода" уз помоћ "Privilegium Maius" 1358/59. Покушао да постигне еквивалентан статус са изабрам причевима. Рудолф IV је предао копије Privilegium Maiusуsa свом свекру, који је након опсежног испитивања одбио да га призна. Као резултат, претио је оружани сукоб између двају владара. Сукоб је спречен интелигентним посредовањем Катарине. Цар је тада контроверзни документ предао италијанском хуманисти Франческу Петраркију, који је након пажљивог испитивања потврдио дикумент неважан. Због тога је Рудолф IV морао да одустане од титуле надвојводе 1361. године. Тек 1441. и 1453, фалсификоване документе применио је Фредрик III. као њихова краљевска и царска потврда.
Рудолф IV је након смрти Вителсбаха Меинхарда III. да преузео Тирол у јануару 1363. године. То је довело до поновних тензија између Карла IV и његовог зета. Карло IV се бојао да ће његови политички планови с породицом Вителсбах бити угрожени. Међутим, чак и у овој кризи, Катарина је била у могућности да успешно посредује између оца и свог супруга.
Већ 18. марта 1363. цар је потписао уговор о наслеђивању са породицом Вителсбах из Бранденбурга, а 10. фебруара 1364. Рудолф IV је добио Тирол са Брном, што је Стефан II Баварски признао тек неколико година након Рудолфове смрти 1369. У Брну је склопљен и реципрочни уговор о насљеђивању између Луксембуржана, Хабсбурговаца и Мађарског Ањоуса, у којем се већ може видјети развој касније дунавске монархије. Због наследног уговора из 1364. године, аустријски војвода Албрет V коначно је могао наследити Сигисмунда Луксембуршког, полубрата Катарине, 1437. године.
Рудолф IV умро је 27. јула 1365. године, а Катарина се мало касније вратила оцу у Праг.

### Маркграфина од Бранденбурга 1366. до 1373.
Бранденбуршки маркграф Ото В. из куће Вителсбах био је спреман да се повеже са Карлом IV против свог брата, војводе Стефана II, Баварског, због спора око наследства унутар баварске владајуће породице, а цар је искористио прилику да интегрише Курмарк у своје подручје владавине.
Ото V и Катарина су се венчали у Прагу 19. марта 1366. У тај брак су ступили после дугог оклевања само због политичких циљева Катарининог оца. Ото је првобитно требало да се ожени Карловом млађом ћерком Елизабетом (1358—1373), али због ране смрти Рудолфа IV, цар је одлучио да Ото V уда за његову удовицу старију ћерку Катарину. Истог дана склопљен је брак између Елизабете и Алберта III, војводе Аустрије, млађег брата Рудолфа IV. Алберт III је 26. марта 1366. потврдио наследни уговор са Луксембуршком кућом. Као резултат овог двоструког венчања у Прагу, Карло IV успео је да значајно учврсти своју позицију у царству.
Након венчања, Ото V. је свекру предао управу над Марк Бранденбургом, осиромашен глађу и свађом. То је омогућило Карлу IV да учврсти свој положај у Шлезији и Горњој Лусатији и да започне своју експанзију на север. Ото V, кога су због пасивности, коју му је наметнуо цар, звали га „лењи човек“, боравио са Катарином на двору свог свекрва у Прагу. 15. августа 1373. Карло IV купио је Марк Бранденбург од Ота V за 500.000 гулдена. Међутим, Оту V. је дозвољено да настави да носи титулу Ландграф Бранденбурга. Катарина је такође могла да носи титулу Ландграфина Бранденбург до смрти свог супруга 1379. године.

### Период од 1379. до 1395.
Након Отове смрти 1379. године, Катарина је заузела место удовице у дворцу Перхтолдсдорф у Бечу, који је постао уточиште за аустријске удовице принцезе. Одабиром седишта свог удовиштва, Катарина је желела да покаже приврженост свом првом мужу Рудолфу IV. Такође се одрекла титуле Ландграфине Бранденбург у интересу политике своје полубраће Вацлава и Жигмунда. Катарина је умрла 26. априла 1395. у Бечу . Сахрањена је у цркви св. Јакова у манастиру Минорита у Старом граду, а у катедрели Светог Стефана има свој Кенотаф.

## Бракови

### Први брак
Катарина се удала 13. јула 1356. за Рудолф IV, војводу аустријског. Брак је био политички уговор који је договорио њен отац, како би склопио мир са Аустријом. Рудолф IV је умро након девет година брака. Брак је био без деце. Била је удовица мање од годину дана

### Други брак
19. марта 1366. Катарина се удала за Ота V, војводу од Баварске. Катaрина је и након венчања наставила да живи на прашком двору. Брак није био срећан и Ото V је време проводио са лаганим женама. Ото V je умро 1379. Брак је био без деце, а Катарина је у доби од 37 година поново удовица.

## Браћа и сестре
Катарина је имала рођену сестру из првог брака њеног оца:
- Из првог брака њеног оца са Бланком од Валоа
  - Маргарет (1335 - †1349). Била прва супруга мађарског краља Луја Великог

Катарина је имала следећу полубраћу и полусестре који су рођени из других бракова њеног оца:
- Из другог брака његовог оца с баварском принцезом Аном (* 1329 - †1353):
  - Венцеслас (1350 - †1351)
- Из трећег брака његовог оца са Аном Свиднику:
  - Елизабета (1358 – †1373). Супруга аустријског војводе Алберта III
  - Вацлав (1361 – †1419). Касније Вацлав IV је чешки и немачки краљ
- Из четвртог брака његовог оца с Елизабетом Померанијском:
  - Ана (1366 – †1394). Супруга енглеског краља Ричарда II
  - Жигмунд (1368 – †1437) мађарски и чешки краљ, немачко-римски цар
  - Јован (1370 – †1396), принц Горлиц
  - Чарлес (1372 - †1373)
  - Маргит (1373 - †1410). Супруга грофа Ивана II из Нирнберга
  - Хенрик (1377 - †1378.)

## Породично стабло
|  |                                             |  |  |  |  |  |  |  |  |  |  |  |  |  |  |  |
|  | 8. Хенрик VII, свети римски цар             |  |  |  |  |  |  |  |  |  |  |  |  |  |  |  |
|  |                                             |  |  |  |  |  |  |  |  |  |  |  |  |  |  |  |
|  |                                             |  |  |  |  |  |  |  |  |  |  |  |  |  |  |  |
|  | 4. Јован Бохемиски                          |  |  |  |  |  |  |  |  |  |  |  |  |  |  |  |
|  |                                             |  |  |  |  |  |  |  |  |  |  |  |  |  |  |  |
|  |                                             |  |  |  |  |  |  |  |  |  |  |  |  |  |  |  |
|  | 9. Маргарета од Брабанта                    |  |  |  |  |  |  |  |  |  |  |  |  |  |  |  |
|  |                                             |  |  |  |  |  |  |  |  |  |  |  |  |  |  |  |
|  |                                             |  |  |  |  |  |  |  |  |  |  |  |  |  |  |  |
|  | 2. Карло IV, цар Светог римског царства     |  |  |  |  |  |  |  |  |  |  |  |  |  |  |  |
|  |                                             |  |  |  |  |  |  |  |  |  |  |  |  |  |  |  |
|  |                                             |  |  |  |  |  |  |  |  |  |  |  |  |  |  |  |
|  | 10. Венцелав II Бохемиски                   |  |  |  |  |  |  |  |  |  |  |  |  |  |  |  |
|  |                                             |  |  |  |  |  |  |  |  |  |  |  |  |  |  |  |
|  |                                             |  |  |  |  |  |  |  |  |  |  |  |  |  |  |  |
|  | 5. Елизабета од Чешке (1292—1330)           |  |  |  |  |  |  |  |  |  |  |  |  |  |  |  |
|  |                                             |  |  |  |  |  |  |  |  |  |  |  |  |  |  |  |
|  |                                             |  |  |  |  |  |  |  |  |  |  |  |  |  |  |  |
|  | 11. Јудита од Хабсбурга                     |  |  |  |  |  |  |  |  |  |  |  |  |  |  |  |
|  |                                             |  |  |  |  |  |  |  |  |  |  |  |  |  |  |  |
|  |                                             |  |  |  |  |  |  |  |  |  |  |  |  |  |  |  |
|  | 1. Катарина Бохемиска                       |  |  |  |  |  |  |  |  |  |  |  |  |  |  |  |
|  |                                             |  |  |  |  |  |  |  |  |  |  |  |  |  |  |  |
|  |                                             |  |  |  |  |  |  |  |  |  |  |  |  |  |  |  |
|  | 12. Филип III Француски                     |  |  |  |  |  |  |  |  |  |  |  |  |  |  |  |
|  |                                             |  |  |  |  |  |  |  |  |  |  |  |  |  |  |  |
|  |                                             |  |  |  |  |  |  |  |  |  |  |  |  |  |  |  |
|  | 6. Шарл, гроф од Валоа                      |  |  |  |  |  |  |  |  |  |  |  |  |  |  |  |
|  |                                             |  |  |  |  |  |  |  |  |  |  |  |  |  |  |  |
|  |                                             |  |  |  |  |  |  |  |  |  |  |  |  |  |  |  |
|  | 13. Изабела Арагонска, краљица Француске    |  |  |  |  |  |  |  |  |  |  |  |  |  |  |  |
|  |                                             |  |  |  |  |  |  |  |  |  |  |  |  |  |  |  |
|  |                                             |  |  |  |  |  |  |  |  |  |  |  |  |  |  |  |
|  | 3. Бланка од Валоа                          |  |  |  |  |  |  |  |  |  |  |  |  |  |  |  |
|  |                                             |  |  |  |  |  |  |  |  |  |  |  |  |  |  |  |
|  |                                             |  |  |  |  |  |  |  |  |  |  |  |  |  |  |  |
|  | 14. Гai IV, Гроф Светог Пола                |  |  |  |  |  |  |  |  |  |  |  |  |  |  |  |
|  |                                             |  |  |  |  |  |  |  |  |  |  |  |  |  |  |  |
|  |                                             |  |  |  |  |  |  |  |  |  |  |  |  |  |  |  |
|  | 7. Махаут из Шатилона                       |  |  |  |  |  |  |  |  |  |  |  |  |  |  |  |
|  |                                             |  |  |  |  |  |  |  |  |  |  |  |  |  |  |  |
|  |                                             |  |  |  |  |  |  |  |  |  |  |  |  |  |  |  |
|  | 15. Мари из Бретање, грофица из Светог Пола |  |  |  |  |  |  |  |  |  |  |  |  |  |  |  |
|  |                                             |  |  |  |  |  |  |  |  |  |  |  |  |  |  |  |
|  |                                             |  |  |  |  |  |  |  |  |  |  |  |  |  |  |  |